# Жаллокур
Жаллоку́р (фр. Jallaucourt) — коммуна во французском департаменте Мозель региона Лотарингия. Относится к кантону Дельм.

## География
Жаллокур расположен в 35 км к юго-востоку от Меца. Соседние коммуны: Дельм и Донжё на севере, Орьокур и Ланёввиль-ан-Сольнуа на северо-востоке, Френ-ан-Сольнуа на востоке, Шато-Сален на юго-востоке, Бе-сюр-Сей, Ланфруакур, Абонкур-сюр-Сей и Мануэ на юго-западе, Малокур-сюр-Сей на западе, Фосьё и Ольнуа-сюр-Сей на северо-западе.

## История
- Деревня относилась к епископату Меца, затем стала феодом сеньора д'Орьокура, семьи Безанж вплоть до 1359 года.
- Позже была выкуплена герцогами Лотарингии и принадлежала маркизату де Понт-а-Муссон [1].
- Сеньорат вошёл во французское королевство в 1766 году вместе с Лотарингией.

## Демография
По переписи 2008 года в коммуне проживало 160 человек.	

## Достопримечательности
- Остатки древнеримской усадьбы.
- Развалины замка XVII века, ворота 1624 года.
- Замок 1788 года: прямоугольное трёхуровневое здание, собственность семьи де Греш.
- Церковь Сен-Дени, неоготический стиль, 1860 года, пьета XV века.